# Yauheni Karmilchyk
Yauheni Karmilchyk est un boxeur biélorusse né le 12 mai 1998.

## Carrière
Sa carrière amateur est principalement marquée par une médaille de bronze remportée aux championnats d'Europe 2017 dans la catégorie des poids mi-mouches.

## Palmarès

### Championnats d'Europe
- Médaille de bronze en -49 kg en 2017 à Kharkiv, Ukraine

## Référence
1. ↑  (en) Résultats des épreuves de boxe anglaise aux championnats d'Europe 2017 (amateur-boxing.strefa.pl)